# Shenahetia masneri
Shenahetia masneri är en stekelart som beskrevs av John S. Noyes 1980. Shenahetia masneri ingår i släktet Shenahetia och familjen sköldlussteklar. Inga underarter finns listade i Catalogue of Life.